# Город, который боялся заката (фильм, 1976)
«Го́род, кото́рый боя́лся зака́та» (англ. The Town That Dreaded Sundown) — американский криминальный триллер и слэшер, снятый и спродюсированный Чарльзом Б. Пирсом в 1976 году. В основу фильма положены реальные убийства, совершённые в 1946 году в городе Тексаркана, которые приписываются серийному убийце Фантому, чья личность так и не была установлена. Закадровое повествование ведёт Верн Стиерман, который в 1972 году также работал над фильмом Пирса «Легенда Богги Крик». Бен Джонсон исполняет роль капитана Джей Ди Моралеса, вымышленной версии капитана техасских рейнджеров Мануэля Т. «Одинокого волка» Гонзаулласа. Фантома играет Бад Дэвис, который позже работал координатором каскадёров в таких фильмах, как «Форрест Гамп» (1994), «Изгой» (2000) и «Бесславные ублюдки» (2009). Фильм снимался в основном в окрестностях Тексарканы, и многие местные жители были задействованы в качестве статистов. Мировая премьера фильма состоялась в Тексаркане 17 декабря 1976 года, а его регулярный прокат в кинотеатрах начался 24 декабря.
В фильме говорится, что «невероятная история, которую вы сейчас увидите, является правдой, реальными являются события и места действия, изменены только имена». На самом деле Фантом напал на восемь человек в городе Тексаркана и его окрестностях, который находится на границе Техаса и Арканзаса. Большинство убийств произошло в сельской местности недалеко от Тексарканы, в округе Буи, штат Техас, в то время как в фильме они происходят в Арканзасе. Тем не менее, общая схема убийств в основном соответствует реальности, с незначительными художественными отступлениями. Как и в фильме, личность убийцы не была установлена и задержать его тоже не удалось.
Фильм настолько вольно обращается с фактами, что один из членов семьи жертвы подал иск в 1978 году из-за того, как в нём изображена его сестра. Слоган фильма утверждает, что маньяк, убивший пять человек, «всё ещё скрывается на улицах Тексарканы штата Арканзас», из-за чего власти соседнего города пригрозили Пирсу за такую рекламу в 1977 году. Надпись осталась на плакатах. Сиквел с тем же названием был выпущен 16 октября 2014 года.

## Сюжет
Действие происходит примерно через восемь месяцев после окончания Второй мировой войны, Тексаркана была приятным местом, и горожане готовились к хорошему будущему. В ночь на воскресенье, 3 марта 1946 года, Сэмми Фуллер и Линда Мэй Дженкинс паркуются на дорожке для влюблённых. Вскоре капот машины открывается и закрывается, и перед машиной появляется человек с мешком на голове с вырезанными отверстиями для глаз, который держит в руках провода, выдернутые им из двигателя. Пока Сэмми пытается завести машину, мужчина разбивает окно и вытаскивает его. Затем мужчина садится в машину вместе с Линдой.
На следующее утро Линду находят на обочине дороги едва живой. Прибывший на место преступления помощник шерифа Норман Рэмси сообщает, что обе жертвы ещё живы. Он оставляет сообщение для шерифа Баркера, чтобы тот встретился с ним в больнице. В больнице врач сообщает шерифу Баркеру, что Линда не была изнасилована, но её спина, живот и грудь были «сильно покусаны, буквально изжёваны». В полицейском участке Баркер предлагает шефу полиции Салливану предупредить подростков и студентов колледжа, чтобы они не парковались на одиноких дорогах.
24 марта, исследуя под проливным дождём дорожку для влюблённых, Рэмси слышит выстрелы и обнаруживает мёртвого Говарда Тернера в канаве и труп его подруги, Эммы Лу Кук, привязанный к дереву. Рэмси видит, как человек в капюшоне скрывается на машине. В панике горожане раскупают оружие и другие средства защиты дома. Шериф Баркер вызывает подмогу и сообщает Рэмси, что к ним едет самый известный криминалист в стране, капитан Джей Ди Моралес. Прибыв на место, Моралес объясняет, что будет вести расследование, и называет неизвестного нападавшего Фантомом. Рэмси поручают помогать Моралесу, а патрульный Бенсон должен быть его водителем.
В парикмахерской Рэмси объясняет Моралесу свою теорию о том, что Фантом нападает каждый 21 день. Следующее нападение приходится на день школьного бала, и на окраинах города расставляются приманки. После танцев, 14 апреля, тромбонистка Пегги Лумис уходит со своим парнем Роем Алленом. Несмотря на её беспокойство, они отправляются в парк Спринг-Лейк в центре города. Когда они уже уезжают, Фантом прыгает на водительскую дверь и вытаскивает Роя из машины, в результате чего Пегги разбивается. Она убегает, пока Фантом избивает Роя, но затем маньяк ловит её и связывает ей руки вокруг дерева. Рой приходит в себя, но при попытке к бегству убийца застреливает его. Далее Фантом убивает девушку.
Моралес и другие офицеры встречаются с психиатром доктором Крессом в ресторане, где тот объясняет, что Фантом — высокоинтеллектуальный садист с сильным сексуальным влечением, его возраст примерно 35—40 лет. В участке мужчина по имени Джонсон рассказывает, что его ограбили и под дулом пистолета заставили отвезти человека в Лафкин. По дороге Рэмси получает сообщение о вооружённом подозреваемом, и начинается короткая погоня. Подозреваемый, Эдди ЛеДу, сначала всё отрицает, потом признаётся, что это он Фантом, но Моралес ему не верит. Джонсон опознаёт его как своего грабителя.
3 мая Хелен Рид видит Фантома, выходящего из продуктового магазина. Вечером дома Хелен спрашивает своего мужа Флойда, который сидит в кресле перед окном, не слышит ли он, как кто-то ходит снаружи. После того как он отвечает, что нет, Фантом стреляет в него через окно. Когда Хелен звонит по телефону в полицию, Фантом проникает через дверь и дважды стреляет ей в лицо. Несмотря на раны, она выползает из дома на кукурузное поле. Фантом преследует её, но она успевает добраться до соседнего дома и попросить помощь. Весть об этом нападении вызывает в городе панику, и люди начинают заколачивать окна.
Позже Моралес и Рэмси получают сообщение об угнанном автомобиле, который совпадает с автомобилем, на котором были совершены убийства Тернера и Кук. Исследуя песчаный карьер, они сталкиваются с Фантомом. Моралес стреляет в него, но промахивается, и тот убегает в лес. Фантом спасается бегством и успевает перебежать железную дорогу прямо перед поездом, но получает пулю в ногу. Пока офицеры ждут, когда проедет поезд, Фантом убегает. Они продолжают поиски, но так и не находят его.
Годы спустя, во время рождественского сезона 1976 года, в Тексаркане состоялась премьера фильма «Город, который боялся заката», и ботинки Фантома были замечены на ком-то, стоящем в очереди.

## В ролях
- Бен Джонсон в роли капитана Джей Ди Моралеса, основанного на главном следователе, капитане техасских рейнджеров Мануэле Т. Гонзаулласе[англ.]
- Эндрю Прайн в роли помощника шерифа Нормана Рэмси, вымышленного персонажа, слегка основанного на шерифе округа Буи Билле Пресли
- Доун Уэллс в роли Хелен Рид, основанной на Кэти Старкс, из последней пары реальных жертв
- Джимми Клем в роли сержанта Мэла Гриффина
- Джим Китти в роли начальника полиции Р. Дж. Салливана
- Чарльз Б. Пирс[англ.] в роли патрульного А. К. Бенсона, вымышленного комического персонажа
- Роберт Акино в роли шерифа Отиса Баркера
- Синди Батлер в роли Пегги Лумис, основанной на жертве Бетти Джо Букер, из третьей пары реальных жертв
- Кристин Эллсворт в роли Линды Мэй Дженкинс, основанной на Мэри Джинн Ларей, из первой пары реальных жертв
- Майк Хэкворт в роли Сэмми Фуллера, основанный на Джимми Холлисе, из первой пары реальных жертв
- Мисти Уэст в роли Эммы Лу Кук, основанной на Полли Энн Мур, из второй пары реальных жертв
- Рик Хилдрет в роли Бадди Тернера, основанный на Ричарде Л. Гриффине, из второй пары реальных жертв
- Стив Лайонс в роли Роя Аллена, основанный на Поле Мартине, из третьей пары реальных жертв
- Бад Дэвис в роли серийного маньяка Фантома
- Верн Стиерман — голос рассказчика

## Производство
Основные съёмки начались в понедельник 21 июня очень жарким летом 1976 года, и продолжались около четырёх недель. Места съёмок включали Скотт в штате Арканзасе, Шривпорт в Луизиане, Гарланд в Арканзасе, и Тексаркана в Техасе. Последней снятой сценой было первое нападение, которое снималось перед домом Пирса в Шривпорте. В фильме снялись около 19 местных жителей Тексарканы, а также несколько статистов.
«Меня обвиняли в том, что я слишком далеко зашёл с этой сценой с тромбоном, но это сработало. На премьерном показе картины в Тексаркане, было много людей, которые выросли в то время. Когда закончилась сцена с тромбоном. Говорю вам, все просто замерли».
8 июля 1976 года Пирс позвонил Доун Уэллс, чтобы пригласить её сняться в своём фильме. Она прилетела на самолёте в Тексаркану до полудня следующего дня. Уэллс пробыла в Тексаркане шесть дней, но закончила свои сцены в первые два. Во время съёмок сцены на кукурузном поле на Уэллс чуть не напал бульдог, но съёмочная группа отпугнула его, выстрелив в его сторону. Уэллс хотела поговорить с реальной жертвой, ставшей прототипом героини Кэти Старкс, но Кэти отказалась. Фильм «Город, который боялся заката» был четвёртым фильмом в карьере Уэллс и её второй совместной работой с Пирсом. Во время работы она не читала сценарий, а полагалась на режиссёра.  Уэллс объясняла: «С актёрской точки зрения, это очень эмоциональная роль. Я не хотела подстраивать свою интерпретацию под что-то. Я хотела ориентироваться на свои собственные чувства». Взрыв телефонной трубки в руках актрисы был совершенно новым опытом для неё. «Они заложили заряд в трубку, и я стояла, держала телефон, дрожала, ожидая, что трубка взорвётся у меня перед носом», — вспоминала позже Уэллс.
Эндрю Прайн, сыгравший Нормана Рэмси, написал финальную часть фильма, потому что до этого сценарий не был конца завершён, у него не была написана концовка. Во время съёмок сцены с поездом и Бен Джонсон, и он сам были с похмелья после вечеринки накануне вечером. Во время съёмок сцены под дождём на съёмочную площадку пробралась змея. Члены съёмочной группы кричали Эндрю, что это мокасин, но Прайн хотел закончить свою сцену без пересъёмок, поэтому съёмочная группа убила змею.

## Рекламная компания и релиз
Плакат к фильму был нарисован акриловыми красками не сильно известным тогда художником-иллюстратором Ральфом МакКуорри. МакКуорри уже рисовал плакат к фильму Пирса «Легенда Богги Крик», а затем к его фильмам «Бутлегеры» (1974), «Зимний ястреб» (1975) и «Ветры осени» (1976). МакКуорри получил признание за свой талант и в дальнейшем рисовал плакаты для фильмов «Существо из Чёрного озера» (1976), «Близкие контакты третьей степени» (1977), «Звёздный крейсер „Галактика“» (1978), «Назад в будущее» (1985) и оригинальной трилогии «Звёздные войны». Его концепт-арт был использован для того, чтобы убедить компанию 20th Century Fox финансировать «Звёздные войны» (1977). Рекламный отдел разместил на плакате спорную фразу: «В 1946 году этот человек убил пять человек... сегодня он всё ещё бродит по улицам Тексарканы, штат Арканзас». После того как власти города Тексаркана пригрозили подать в суд, Пирс попытался добиться удаления фразы. Последняя часть фразы была подвергнута цензуре или удалена в рекламе, но всё же осталась на нескольких плакатах.
Фильм был выпущен в прокат в США компанией American International Pictures 24 декабря 1976 года, а в рамках международного проката фильм вышел в Швеции (1977), Западной Германии (1978) и на Филиппинах (1979). Фильм шёл в кинотеатрах до конца 1977 года и дебютировал на телевидении в июне 1978 года. «Город, который боялся заката» вошёл в пятёрку лучших фильмов независимого проката 1976 года и стал единственным фильмом ужасов, получившим в независимом прокате 5 миллионов долларов и более в том году.

### Релиз на домашних носителях
Фильм был выпущен на VHS в 1983 году компанией Warner Home Video, которая затем переиздала его в 1988 году. Компания Good Times Video также выпустила его на VHS 15 мая 2001 года. Кабельный канал Turner Classic Movies иногда показывает широкоэкранную версию фильма. Цифровой релиз фильма состоялся 21 мая 2013 года, когда компания Shout! Factory выпустила его на Blu-ray и DVD в комплекте с фильмом Пирса 1979 года «Выселенные».

## Критика

### Оценки современников
Винсент Кэнби из The New York Times написал: «Пара профессиональных актёров, Бен Джонсон и Эндрю Прайн, возглавляют актёрский состав, но во всех остальных отношениях фильм выглядит непрофессиональным». Variety заявила, что «Пирс вставляет кровавые убийства в картину как по расписанию, и это почти всё, что в ней есть. Фильм никогда не достигает по-настоящему пугающего уровня „Техасской резни бензопилой“ Тоуба Хупера, гораздо более стильной эксплуатационной картины с похожей тематикой. И на более серьёзном драматическом уровне, он не вникает в истерию, которую такие убийства вызывают среди полиции и граждан, как это делал „Грязный Гарри“». Кевин Томас из Los Angeles Times назвал его «мусорной картиной этой недели», написав, что у фильма «нет никакого внятного смысла, кроме как изобразить серию особенно жестоких убийств с затяжной, визуальной нетерпимостью». Джин Сискел из Chicago Tribune дал фильму ползвезды из четырёх, назвав его «тупым фильмом», который «заканчивается неудовлетворительно, не давая нам понять, кто убийца, каков его мотив, и жив ли он сейчас или мёртв».
Ларри Фишер, кинокритик газеты Delta Democrat-Times, поставил фильму три звезды из пяти. Он сказал, что Бен Джонсон великолепно исполнил роль капитана Джей Ди Моралеса, и: «Хотя картине не хватает сильной концовки, Пирс делает одну из самых правдоподобных работ по созданию напряжённых, ужасающих сцен убийства». Марк Мелсон, редактор Shreveport Times, считает, что фильм «может оказаться интересным для некоторых зрителей по тем или иным причинам», но «в конечном итоге он не принёс удовольствия».
Уильям Уитакер из газеты Abilene Reporter-News дал фильму отрицательную рецензию, заявив: «Там, где я ожидал драматического пересказа загадочного дела о призрачном убийце и его странных убийствах, я был встречен крайне неровной картиной, которая в одну минуту разваливается на самые тошнотворные, будоражащие кровь сцены, а в следующую превращается в невероятно плохую комедию». Он продолжил: «Такие яркие контрасты в подходе фильма к своей теме приводят к его краху. Любой эффект от отвратительно скучных и чрезвычайно жестоких сцен убийства пропадает через несколько секунд, когда режиссёр Чарльз Б. Пирс переводит картину в разряд слабых комедий, которые мы привыкли видеть в бюджетных картинах 60-х годов. В результате фильм не может создать никакого настроения или напряжения». В заключение он говорит: «В целом, картина представляет собой неприятный маленький фильм, и Пирс, переборщив со сценами крови и насилия, похоже, так и не может решить, насколько серьёзной должна быть картина», и что «как зрелым, так и незрелым умам следует избегать этого фильма». Репортёр из Prospector, дал смешанную рецензию, написав, что «эта смесь юмора с фактами спасла „Город...“ поскольку она пробуждает зрителя, когда всё начинает замедляться». Далее он пишет: «С учётом всех обстоятельств, фильм развлекательный и понравится тем, кто любит нераскрытые тайны убийств». В заключении он пишет: «Не удивляйтесь, если в ближайшем будущем появится ещё много фильмов о легендарных массовых убийцах».

### Оценки в наше время
Скотт Вайнберг из FEARnet дал фильму положительную рецензию, написав, что это, «возможно, самый успешный фильм покойного Чарльза Б. Пирса». Он уточнил: «В то время как фильм предлагает немного заурядное повествование „голос за кадром“ и некоторые моменты, которые кажутся вырванными прямо из „полицейских процессов 1970-х годов“, включая несколько неприятных комических моментов, связанных с копами, он также обеспечивает некоторую действительно эффективную атмосферу, несколько классных актёров, выполняющих прекрасную работу, и несколько искренне жутких моментов». Bloody Disgusting дал фильму пять «черепов» в рецензии Патрика Купера, который написал, что это «очень увлекательный атмосферный триллер», и что «единственные места, которые немного подкачали, это досадные комедийные моменты... эти благонамеренные кусочки резко прерывают серьёзную атмосферу фильма, но, по крайней мере, их немного и они достаточно удалены друг от друга, чтобы не испортить всю картину».
Критик Джон Кеннет Мьюир поставил фильму две с половиной звезды из пяти, отметив присутствие в фильме сцен жестокого насилия, которые к сожалению «смешиваются с автомобильными погонями в стиле „Полицейского и бандита“ и имбецильным „полицейским“ юмором». Фильм выглядит аутентичным тому периоду, который он изображает, что является немаловажным достижением, учитывая финансовые ограничения. Сцену в которой убийца гонится за окровавленной героиней Доун Уэллс Мьюир называет одной из самых напряжённых и искусно снятых в фильме. Женщина, преследуемая монстром, — один из самых распространённых образов жанра ужасов, но в этом фильме сцена работает благодаря полудокументальному подходу. Свою рецензию он подытоживает фразой, что получился «странный, вызывающий недоумение фильм, в котором есть моменты чрезвычайно искусного ужаса».

## Историческая достоверность
В начале фильма говорится, что первое нападение произошло в воскресенье 3 марта. В реальной жизни нападение произошло в пятницу 22 февраля. Джимми Холлис (в фильме это Сэмми Фуллер) не был вытащен из окна. Девушке, Мэри Джинн Ларей (в фильме это Линда Мэй Дженкинс), сказали бежать. Затем её догнали и подвергли сексуальному насилию с применением пистолета. Вскоре ей удалось бежать, и в одном из домов ей оказали помощь.
В фильме сказано, что следующее нападение произошло 24 марта; в 1946 году 24 марта выпадало на воскресенье. В фильме Бадди Тернер и его девушка Эмма Лу Кук, были найдены мёртвыми возле автомобиля. Эмма Кук была показана привязанной к дереву со следами укусов. В реальной жизни обе жертвы были  найдены застреленными внутри автомобиля . В фильме помощник шерифа Рэмси патрулировал район и обнаружил тела. После этого он увидел, как Фантом сел в машину и уехал. В реальности же утром 24 марта проезжавший мимо автомобилист заметил машину и обнаружил внутри тела Ричарда Гриффина и Полли Энн Мур, после чего позвонил властям. К тому времени, когда полицейские прибыли на место происшествия, убийца уже исчез.
В фильме говорится, что местные жители вскоре начали покупать оружие и замки, в действительности это произошло лишь через два месяца, в мае. После второго нападения герои фильма приглашают капитана техасских рейнджеров Джей Ди Моралеса. Мануэль Т. Гонзауллас реальный техасский рейнджер, на котором основан этот персонаж, приехал в Тексаркану только после второго двойного убийства в парке Спринг-Лейк. В фильме Моралес называет убийцу Фантомом, но прозвище убийцы появилось только после убийств в апреле, причём было придумано редактором газеты Texarkana Gazette.
Затем в фильме показан школьный бал, на котором Пегги Лумис играет на тромбоне, а офицеры в качестве приманок переодеваются в женщин, пытаясь поймать Фантома. Бетти Джо Букер, играла на саксофоне и выступала на общественном мероприятии посвящённом ветеранам, а не на выпускном. А офицеры начали ставить приманки только после убийства Бетти и её друга Пола Мартина. В фильме Пегги и Рой — пара, но в реальной жизни Букер и Мартин были только друзьями. Мартин и она были застрелены, а её саксофон пропал на шесть месяцев.
В фильме Хелен Рид видит нападавшего перед тем, как её застрелили. Однако Кэти Старкс была застрелена через то же окно, что и её муж, и не видела нападавшего, пока он не попытался пролезть через кухонное окно.

## Конфликты с законом
В феврале 1977 года городские власти Тексарканы проголосовали за подачу иска против рекламной кампании фильма. Когда городские власти посетили Вашингтон, над ними подшутили по поводу рекламного слогана фильма. Мэр Харви Нельсон объяснил: «Реклама — это слишком; это просто неправда. Есть опасения, что всё это будет сеять страх в обществе. Здесь до сих пор живут родственники жертв, и это им очень неприятно». Пирс работал с American International Pictures и старался добиться того, чтобы из слогана «В 1946 году этот человек убил пять человек... сегодня он всё ещё бродит по улицам Тексарканы, штат Арканзас» убрали упоминание о том, что маньяк ещё жив.
В 1978 году Марк Мелтон Мур, брат реальной жертвы маньяка Полли Энн Мур, обратился в суд с иском к Пирсу о взыскании 1,3 миллиона долларов за вторжение в личную жизнь. Он утверждал, что его сестра, которую в фильме назвали Эмма Лу Кук, была представлена «как бросившая школу женщина с  низкими моральными принципами, хотя на самом деле всё это было неправдой». В реальной жизни Полли Энн Мур окончила среднюю школу в возрасте 16 лет. Суд отклонил его иск в 1979 году.В 1980 году Мур снова подал иск в Верховный суд Техаса. Шестой гражданский апелляционный суд в Тексаркане снова согласился с тем, что продюсеры фильма не вторгались в его частную жизнь, и что он не имеет права на какие-либо деньги.
15 марта 1978 года подросток Джеральд Гедримас, застрелил своего школьного друга Джеймса Грюнстру. В суде Гедримас заявил, что его план стать «вне закона», как Джесси Джеймс — один из самых знаменитых разбойников Дикого Запада — пришёл ему в голову во время просмотра фильма «Город, который боялся заката».

## Влияние и наследие
В своём эссе «Фильмы-слэшеры и кровища в 1980-х годах» (англ. Slasher Films and Gore in the 1980s) Джеймс Кендрик отмечает, что к лету 1980 года стал развиваться жанр слэшер. Этот жанр произрастал из фильмов конца 1970-х годов, одним из «вдохновителей» по мнению Кендрика был фильм «Город, который боялся заката».
В Тексаркане, городе, где орудовал настоящий маньяк, и происходит действие фильма, на каждый Хэллоуин фильм показывают в парке Спринг-Лейк. Это последний фильм, показанный в рамках программы «Кино в парке», в рамках которой каждый четверг в течение мая и октября демонстрируется один фильм. Показ фильма, ставший традицией с 2003 года, бесплатное мероприятие, спонсируемое Департаментом парков и отдыха Тексарканы.
В 2014 году вышел фильм с таким же названием «Город, который боялся заката». Режиссёром выступил Альфонсо Гомес-Рехон. Первоначально проект планировался как ремейк одноимённого фильма 1976 года, сценарий написал Роберто Агирре-Сакаса, а продюсером выступил Джейсон Блум через компанию Blumhouse Productions вместе с одним из создателей сериала «Американская история ужасов», Райаном Мерфи. В итоге фильм получился как продолжение с несколькими элементами и ссылками на оригинал.